# فيات بارشيتا
فيات بارشيتا (بالإنجليزية: Fiat Barchetta)‏ هي سيارة مدمجة من صناعة فيات أنتجت في 1995 وتوقف إنتاجها في 2005. تعني كلمة Barchetta باللغة الإيطالية «القارب الصغير».

## تاريخ
تم تطوير السيارة بين عامي 1990 و 1994 تحت اسم المشروع Tipo B Spider 176. تم تصميمه من قبل Andreas Zapatinas و Alessandro Cavazza، تحت إشراف Peter Barrett Davis ومصممي السيارات الآخرين في Centro Stile Fiat، وتم تنفيذ النماذج الأولية بواسطة شركة Stola.
بدأ الإنتاج في فبراير 1995 واستمر حتى يونيو 2005، مع توقف قصير، بسبب إفلاس صانع المركبات Maggiora. استندت السيارة إلى هيكل السيارة Mark 1 Fiat Punto، ولكن مع قاعدة عجلات مختصرة. لدى السيارة محرك بنزين 1747 Cc DOHC مزود بتوقيت متغير للصمامات.
المحرك يحتوي على 131 حصان متري (96 كـو؛ 129 حصان) عند 6300 دورة في الدقيقة و 164 نيوتن لكل متر (121 قدم·رطل) من عزم الدوران عند 4300 دورة في الدقيقة. ويمكن أن تتسارع إلى 100 كيلومتر في الساعة (62 ميل/س) في 8.9 ثانية وبسرعة قصوى تبلغ 200 كم / ساعة (124 ميلا في الساعة).